# شانتاراكشيتا

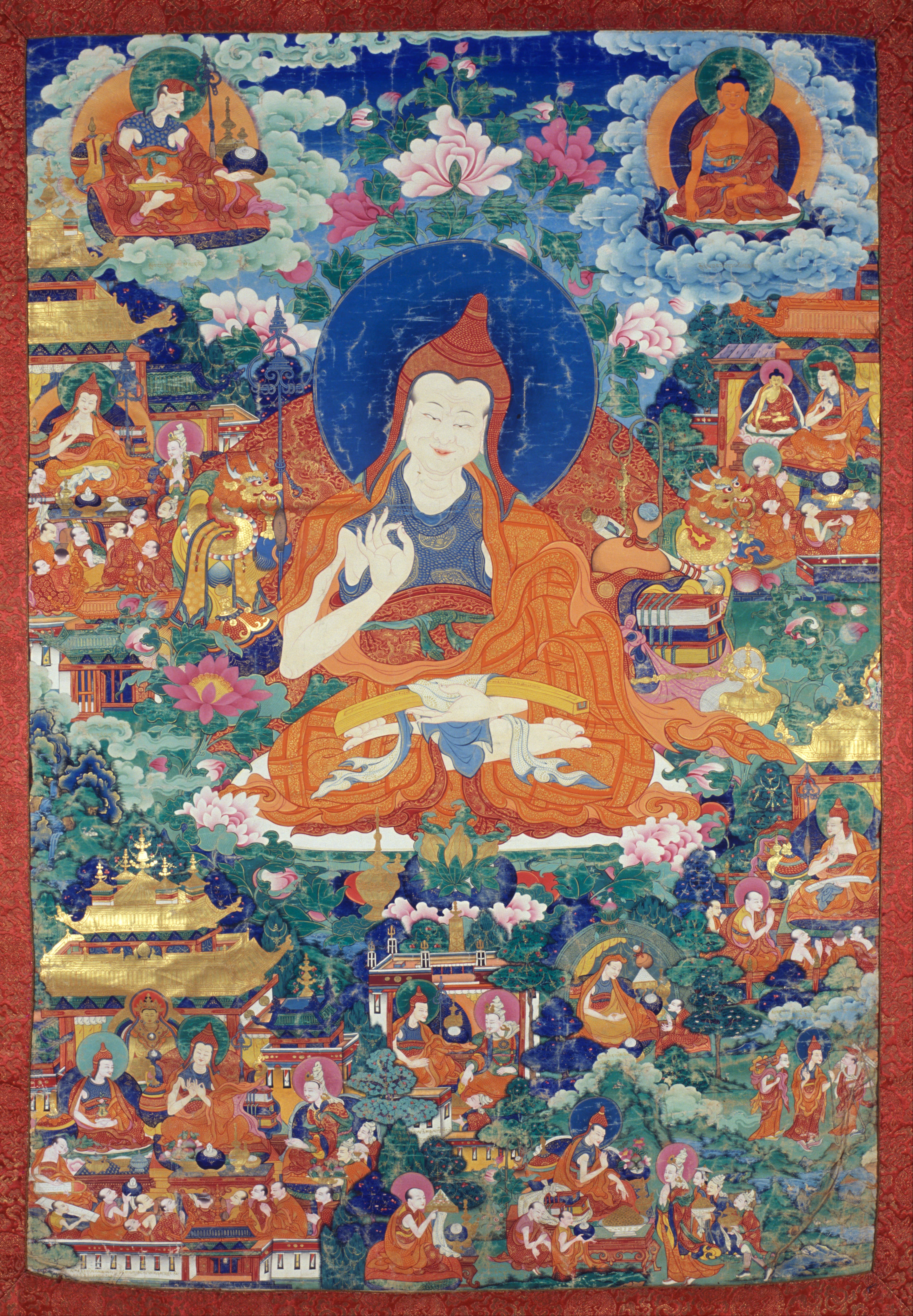
شانتاراكشيتا

شانتاراكشيتا (Śāntarakṣita) هو عالم ومفكر بوذي من البرهمن عاش في القرن الثامن في الفترة ما بين 725–788.
أسس شانتاراكشيتا مدرسة فلسفية جمعت ووحدت بين تقاليد ناجارجونا في منهج مادهياماكا، وتقاليد أسانغا (Asanga) في منهج يوغاكارا؛ والأفكار المنطقية والمعرفية للمفكر دارماكرتي. كما كان له دور كبير في نشر أفكار مذهب البوذية الابتدائية (سارفاستيفادا Sarvastivada) في التبت.

## اقرأ أيضاً
- ناجارجونا
- دارماكرتي

## روابط خارجية
- شانتاراكشيتا على موقع الموسوعة البريطانية (الإنجليزية)